# U.S. National Championships 1907
Gli U.S. National Championships 1907 (conosciuti oggi come US Open) sono stati la 27ª edizione degli U.S. National Championships e quarta prova stagionale dello Slam per il 1907. I tornei maschili si sono disputati al Newport Casino di Newport, quelli femminili e il doppio misto al Philadelphia Cricket Club di Filadelfia, negli Stati Uniti.
Il singolare maschile è stato vinto dallo statunitense William Larned, che si è imposto sul connazionale Robert LeRoy col punteggio di 6–2, 6–2, 6–4. Il singolare femminile è stato vinto dalla statunitense Evelyn Sears, che ha battuto in finale la connazionale Carrie Neely. Nel doppio maschile si sono imposti Fred Alexander e Harold Hackett. Nel doppio femminile hanno trionfato Marie Wimer e Carrie Neely. Nel doppio misto la vittoria è andata a May Sayres, in coppia con Wallace Johnson.

## Seniors

### Singolare maschile
William Larned ha battuto in finale  Robert LeRoy con il punteggio di 6–2, 6–2, 6–4.

### Singolare femminile
Evelyn Sears ha battuto in finale  Carrie Neely con il punteggio di 6–3, 6–2.

### Doppio maschile
Fred Alexander /  Harold Hackett hanno battuto in finale   Nat Thornton /  Bryan M. Grant con il punteggio di 6–2, 6–1, 6–1.

### Doppio femminile
Marie Wimer /  Carrie Neely hanno battuto in finale  Edna Wildey /  Natalie Wildey con il punteggio di 6–1, 2–6, 6–4.

### Doppio misto
May Sayres /  Wallace Johnson hanno battuto in finale  Natalie Widley /  Morris Tilden con il punteggio di 6–1, 7–5.